# Rosso veneziano
Rosso veneziano è una pigmentazione luminosa e calda, tonalità leggermente più scura dello scarlatto; il nome fa riferimento alla città di Venezia.
La prima volta che è stato usato il termine rosso veneziano per indicare tale tonalità di colore è stato nel 1753.
Il rosso veneziano è il colore dei pantaloncini di Topolino.